# Maisoncelles (Sarthe)
Maisoncelles település Franciaországban, Sarthe megyében. Lakosainak száma 197 fő (2022. január 1.). Maisoncelles Bouloire, Tresson, Écorpain, Val-d’Étangson és Val-de-la-Hune községekkel határos.

## Népesség
A település népességének változása:
| Lakosok száma | 185  | 189  | 192  | 193  | 192  | 191  | 190  | 194  | 197  |
|               | 2013 | 2015 | 2016 | 2017 | 2018 | 2019 | 2020 | 2021 | 2022 |